# Епархия Уруасу
Епархия Уруасу (лат. Dioecesis Uruassuensis) — епархия Римско-Католической церкви с центром в городе Уруасу, Бразилия. Епархия Уруасу входит в митрополию Бразилии. Кафедральным собором епархии Уруасу является церковь святой Анны.  

## История
26 марта 1956 года Римский папа Пий XII издал буллу "Cum territorium", которой учредил епархию Уруасу, выделив её из епархии Гояса. Первоначально епархия Уруасу входила в митрополию Аракажу. 
11 октября 1966 года епархия Уруасу передала часть своей территории в пользу возведения территориальной прелатуры Рубиатабы (сегодня - Епархия Рубиатаба-Мозарландии). В этот же день епархия Уруасу вошла в митрополию Бразилиа. 
29 марта 1989 года епархия Уруасу передала часть своей территории новой епархии Лузиании. 

## Ординарии епархии
- епископ Francisco Prada Carrera CMF (1957–1976)
- епископ José da Silva Chaves (1976–2007)
- епископ Messias dos Reis Silveira (2007—2018)
- епископ Giovanni Carlos Caldas Barroca (2020)

## Источник
- Annuario Pontificio, Ватикан, 2007